# Anthurium orientale
Anthurium orientale är en kallaväxtart som beskrevs av Luis Aloysius, Luigi Sodiro. Anthurium orientale ingår i släktet Anthurium och familjen kallaväxter. Inga underarter finns listade.